# Uuno Montonen
Uuno Montonen (21 de mayo de 1891 – 9 de mayo de 1973) fue un actor teatral, cinematográfico y televisivo finlandés.

## Biografía
Su nombre completo era Uuno Konstantin Montonen, y nació en Víborg, en la actualidad parte de Rusia. 
En sus comienzos trabajó como actor teatral en el Työväen Teatteri de Víborg, y desde 1927 a 1962 fue intérprete en el Teatro Nacional de Finlandia. 
Montonen debutó en el cine en 1929 con Meidän poikamme, rodando a lo largo de su carrera un total de 93 películas. Se hizo especialmente conocido por varias cintas de la serie Pekka Puupää dirigidas por Armand Lohikoski. Entre sus papeles más relevantes figuran el de anfitrión de Kantola en Tukkipojan morsian (1931), Vikström en Aatamin puvussa... ja vähän Eevankin (1931), Konstu en Helsingin kuuluisin liikemies (1934), el anfitrión de Ukonmäen en Anu ja Mikko (1940), Saarinen en Pekka ja Pätkä pahassa pulassa (1955), y Svanholm en Tulipunainen kyyhkynen (1961). Hizo su última actuación en el telefilm Elävä ruumis (1969).
Como premio a su trayectoria artística, en el año 1955 se le concedió la Medalla Pro Finlandia.
Montonen también escribió el libro Henkimaailman rajamailla, en el que habla de experiencias sobrenaturales. En el libro explicaba que tuvo una visión según la cual fallecería en 1972, a los 81 años de edad. Uuno Montonen murió, efectivamente, a los 81 años, pero en 1973, en Helsinki, Finlandia. 

## Filmografía (selección)
- 1929 : Meidän poikamme
- 1930 : Kajastus
- 1931 : Tukkipojan morsian
- 1931 : Rovastin häämatkat
- 1931 : Aatamin puvussa... ja vähän Eevankin
- 1934 : Minä ja ministeri
- 1934 : Helsingin kuuluisin liikemies
- 1935 : Syntipukki
- 1936 : Onnenpotku
- 1936 : Mieheke
- 1936 : Kaikenlaisia vieraita
- 1937 : Lapatossu
- 1937 : Kuriton sukupolvi
- 1937 : Asessorin naishuolet
- 1937 : Juurakon Hulda
- 1938 : Tulitikkuja lainaamassa
- 1938 : Syyllisiäkö?
- 1938 : Laivan kannella
- 1939 : Takki ja liivit pois!
- 1939 : Isoviha
- 1939 : Halveksittu
- 1939 : Pikku pelimanni
- 1940 : Eulalia-täti
- 1940 : Herra johtajan "harha-askel"
- 1940 : Anu ja Mikko
- 1940 : Lapseni on minun
- 1941 : Kulkurin valssi
- 1942 : Onni pyörii
- 1942 : Kuollut mies rakastuu
- 1943 : Neiti Tuittupää
- 1943 : Synnitön lankeemus
- 1943 : Katariina ja Munkkiniemen kreivi
- 1943 : Nuoria ihmisiä
- 1944 : Erehtyneet sydämet
- 1944 : Sylvi
- 1944 : Herra ja ylhäisyys
- 1945 : Ristikon varjossa
- 1945 : Kohtalo johtaa meitä
- 1945 : En ole kreivitär
- 1946 : Nuoruus sumussa
- 1946 : Kultainen kynttilänjalka
- 1947 : Hedelmätön puu
- 1948 : Laitakaupungin laulu
- 1948 : Sankari kuin sankari
- 1948 : Hormoonit valloillaan
- 1949 : Prinsessa Ruusunen
- 1949 : Pikku pelimannista viulun kuninkaaksi
- 1949 : Aaltoska orkaniseeraa
- 1949 : Jossain on railo
- 1950 : Orpopojan valssi
- 1952 : Komppanian neropatit
- 1952 : Kulkurin tyttö
- 1952 : Lännen lokarin veli
- 1952 : Kuollut mies kummittelee
- 1952 : Yhden yön hinta
- 1952 : Silmät hämärässä
- 1952 : Tervetuloa aamukahville eli Tottako toinen puoli
- 1953 : Me tulemme taas
- 1953 : Se alkoi sateessa
- 1953 : Rantasalmen sulttaani
- 1954 : Onnelliset
- 1954 : Kunnioittaen
- 1954 : Minä soitan sinulle illalla
- 1954 : Kasarmin tytär
- 1954 : Hei, rillumarei!
- 1954 : Kovanaama
- 1955 : Tähtisilmä
- 1955 : Onni etsii asuntoa
- 1955 : Pekka ja Pätkä puistotäteinä
- 1955 : Pekka ja Pätkä pahassa pulassa
- 1955 : Nukkekauppias ja kaunis Lilith
- 1955 : Pastori Jussilainen
- 1956 : Muuan sulhasmies
- 1956 : Tyttö tuli taloon
- 1957 : Risti ja liekki
- 1957 : Nummisuutarit
- 1957 : Herra sotaministeri
- 1957 : Pekka ja Pätkä salapoliiseina
- 1957 : Pekka ja Pätkä ketjukolarissa
- 1958 : Asessorin naishuolet
- 1958 : Pekka ja Pätkä Suezilla
- 1958 : Pekka ja Pätkä miljonääreinä
- 1958 : Murheenkryynin poika
- 1958 : Sven Tuuva
- 1959 : Kohtalo tekee siirron
- 1959 : Pekka ja Pätkä mestarimaalareina
- 1960 : Skandaali tyttökoulussa
- 1961 : Tulipunainen kyyhkynen
- 1961 : Kultainen vasikka
- 1962 : Älä nuolase...
- 1963 : Turkasen tenava!
- 1969 : Elävä ruumis (telefilm)